# Miyazaki Tōten

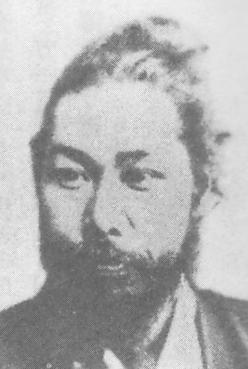
Miyazaki Tōten

Miyazaki Tōten (japanisch 宮崎 滔天; * 23. Januar 1871 in Arao, Provinz Higo; † 12. Juni 1922) war ein japanischer politischer Aktivist, Panasianist, Philosoph und in späteren Jahren unter dem Künstlernamen Tōchūken Ushiemon (桃中軒 牛右衛門) auch Naniwa-bushi-Sänger. Er ist vor allem bekannt als Freund und Unterstützer des chinesischen Revolutionärs Sun Yat-sen.

## Kindheit und Jugend
Miyazaki Tōten wuchs als Kind einer Gōshi-Familie in der heutigen Präfektur Kumamoto auf dem Land auf. Sein richtiger Name war Miyazaki Torazō (宮崎 虎蔵 oder 宮崎 寅蔵).
Zunächst besuchte er die Ōe-Schule, die von Tokutomi Sohō geführt wurde. Nachdem sein ältester Bruder Hachirō (宮崎 八郎; 1851–1877) während der Satsuma-Rebellion von Regierungstruppen getötet worden war, begann er sich beeinflusst von Berichten über die Französische Revolution für revolutionäre Theorien und die Bewegung für Bürgerrechte und Freiheit zu interessieren. Seine beiden älteren Brüder Tamizō (宮崎 民蔵; 1865–1928) und Yazō (宮崎 弥蔵, historisch: 宮崎 彌蔵; 1867–1896) waren ebenfalls in dieser Bewegung aktiv. Ab 1886 besuchte Miyazaki Tōten die Tōkyō semmon gakkō (die spätere Waseda-Universität) in Tokio, wo er begann, sich zunehmend mit Politik zu beschäftigten.

## Leben und Wirken in der Panasienbewegung
1887 trat Miyazaki zum Christentum über, wandte sich aber bereits nach zwei Jahren enttäuscht wieder vom christlichen Glauben ab. Stattdessen entwickelte er eine Passion für die Revolution, welche Asien vom Joch des weißen Mannes befreien sollte. Zur Verfolgung dieses Zieles reiste er 1891 nach Shanghai, um die chinesischen Revolutionäre in ihrem Kampf gegen die Herrschaft der Mandschu zu unterstützen. Wegen Geldmangels musste er jedoch schon bald nach Japan zurückkehren, wo er 1894 in Tokio mit dem koreanischen Reformer Kim Ok-gyun kurz vor dessen Ermordung zusammentraf.
In den folgenden Jahren wandte sich Miyazaki für eine Weile der Förderung der japanischen Einwanderung in Siam zu. Nach einigen Jahren scheiterte jedoch auch dieses Projekt. Nach seiner erneuten Rückkehr nach Japan traf er 1897 auf Vermittlung seines Förderers und Freundes Inukai Tsuyoshi den japanischen Außenminister Ōkuma Shigenobu, von dem er finanzielle Unterstützung aus geheimen Mitteln des Ministeriums erhielt, um Kontakte mit chinesischen Reformern zu knüpfen. Aufgrund einer Krankheit konnte Miyazaki die geplante Reise nach China jedoch nicht antreten.
Wenige Zeit später lernte er auf Vermittlung seines Bruders Yazō Sun Yat-sen und andere chinesische Revolutionäre kennen, die sich zu jener Zeit in Japan aufhielten. Tief beeindruckt von Sun, verstärkte Miyazaki seine Anstrengungen für die Vereinigung Asiens, für die der Sturz der Mandschu-Herrschaft in seiner Sicht die Voraussetzung war. So gründete Miyazaki 1905
zusammen mit Sun Yat-sen und anderen Exilanten in Tokio die Tongmenghui, die sich der Vertreibung der Mandschu-Kaiser und der Gründung einer chinesischen Republik verschrieb. Ein weiteres gemeinsames Projekt mit Sun Yat-sen war 1899 die Unterstützung der philippinischen Freiheitskämpfer um Emilio Aguinaldo mit Waffen.
Ab 1907 gab Miyazaki die Zeitschrift Kakumei Hyōron („Kritische Revolutionäre Zeitschrift“) heraus, welche zur Unterstützung der Revolution in China und zur Beseitigung der Mandschu-Fremdherrschaft gegründet worden war. 1917 bat ihn der junge Mao Zedong in einem Brief um einen Vortrag.
Anders als andere japanische Panasianisten war Miyazaki nicht an einer Expansion auf dem asiatischen Kontinent interessiert. Vielmehr konnte in seinen Augen nur ein starkes China dem Vordringen des Westens widerstehen. Seine enthusiastische Unterstützung für die chinesische Xinhai-Revolution entsprang dem Glauben an Demokratie und soziale Gleichheit sowie der Hoffnung, auch die japanische Unabhängigkeit erhalten und Reformen durchführen zu können.
Nachdem sich sein gesundheitlicher Zustand ab ca. 1913 stetig verschlechterte, reduzierte er mehr und mehr sein Engagement für die chinesischen Revolutionäre. 1915 ließ er sich jedoch als Kandidat bei den japanischen Parlamentswahlen aufstellen. Obwohl er von einflussreichen Persönlichkeiten des panasiatischen Bewegung wie Tōyama Mitsuru und Professor Terao Tōru sowie Inukai Tsuyoshi unterstützt wurde, gelang es ihm nicht, einen Sitz im Parlament zu gewinnen. In den letzten Jahren seines Lebens verdiente er sich seinen Lebensunterhalt mit dem Schreiben von Kolumnen in Zeitungen. 1922 starb er im Alter von 52 Jahren.

## Werke
Miyazaki hatte zwar nie eine offizielle Position inne, verfasste jedoch viele Artikel für Zeitungen und Zeitschriften. Im Alter von 33 Jahren  veröffentlichte er 1902 seine Autobiographie Sanjūsannen no Yume (Mein 33-jähriger Traum), in der er seine idealistisch-romantischen Vorstellungen von einem vereinten Asien darlegte. Dieses Werk stellt eine der wichtigsten Quellen nicht nur für das Leben  Miyazakis selbst, sondern auch für das Leben von Sun Yat-sen und die Revolution von 1911 dar.